# 米爾斯鎮區 (伊利諾伊州邦德縣)
米爾斯鎮區（英語：Mills Township）是位於美國伊利諾伊州邦德縣的一個行政鎮區。

## 地方資料
根據2010年美國人口普查的數據，米爾斯鎮區的面積為95.00平方千米，當中陸地面積為94.40平方千米，而水域面積為0.60平方千米。當地共有人口518人，而人口密度為每平方千米5.45人。